# Църквата на мълчанието
„Църквата на мълчанието“ е предаване на телевизия СКАТ с водещ свещ. Венцеслав Илиев. Предаването се занимава преди всичко с огромните проблеми в БПЦ натрупани по време на атеистичния комунистически режим, до наши дни. Както използването и продажбата на Църковните имоти за лично облагодетелстване и липсата на елементарна прозрачност в действията на висшия Клир. Авторът желае да даде визия за истинското състояние на БПЦ с цел истински промени и възвръщане духовността, доброто име и обединяващата функция която е притежавала БПЦ за всички българи.
Предаването се излъчва на живо всеки вторник от 21:00 часа. Свалено е от ефир след последното си издание на 2 май 2015 г.
Започва да се излъчва отново от февруари 2020 г.